# Poličany (Křečovice)
Poličany jsou vesnice v okrese Benešov, která je součástí obce Křečovice. Poličany leží v katastrálním území Nahoruby.

## Historie
První písemná zmínka o vesnici pochází z roku 1561.
Za druhé světové války se ves stala součástí vojenského cvičiště Zbraní SS Benešov a její obyvatelé se museli 31. prosince 1943 vystěhovat.

## Pamětihodnosti
- Psané skály
- V klášteře Naší Paní nad Vltavou, jehož stavba byla zahájena v roce 2008, působí komunita trapistek, která zde provozuje Dům pro hosty. Základní kámen byl položen a posvěcen 5. srpna 2008.[5]

## Galerie

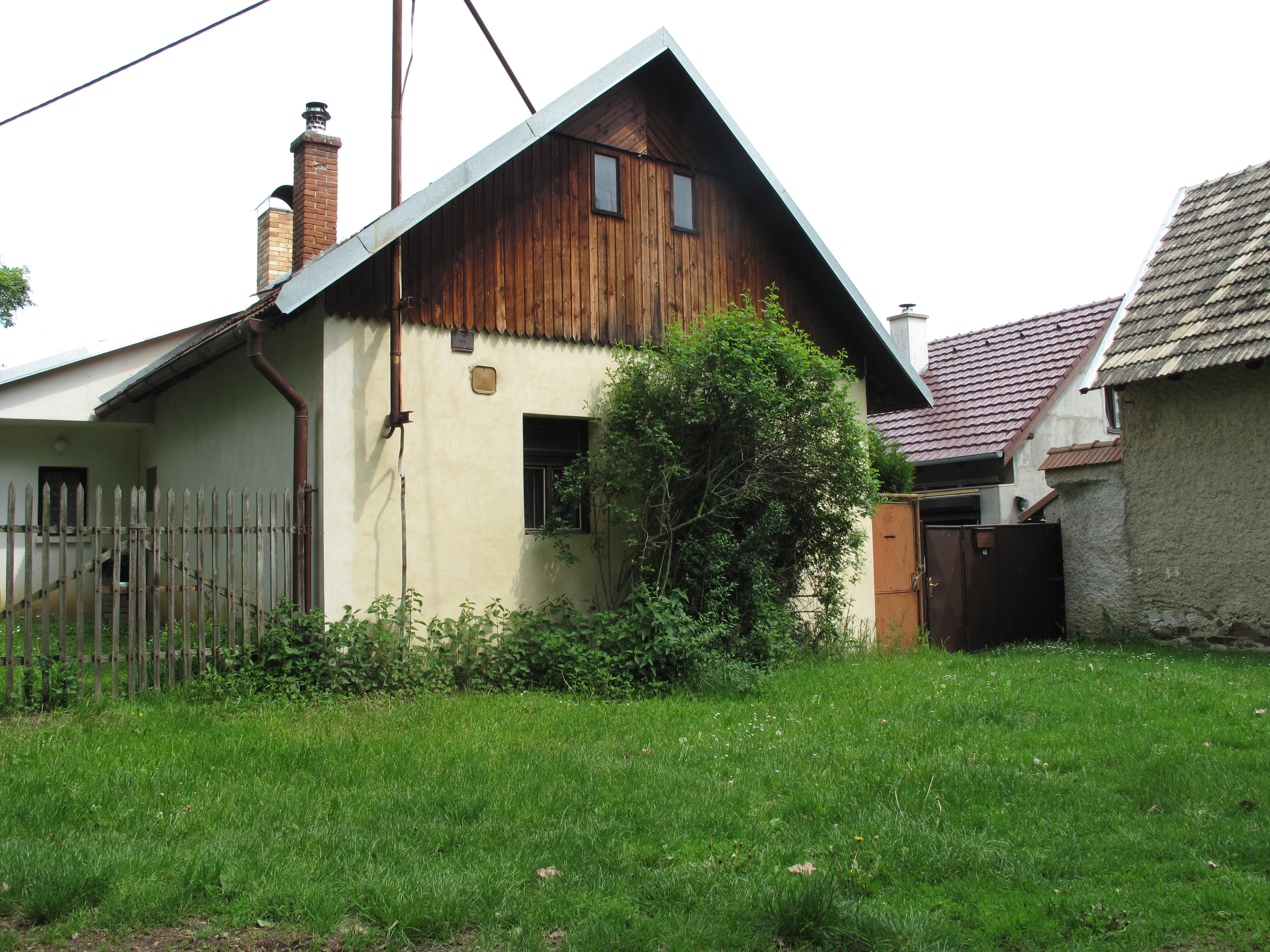
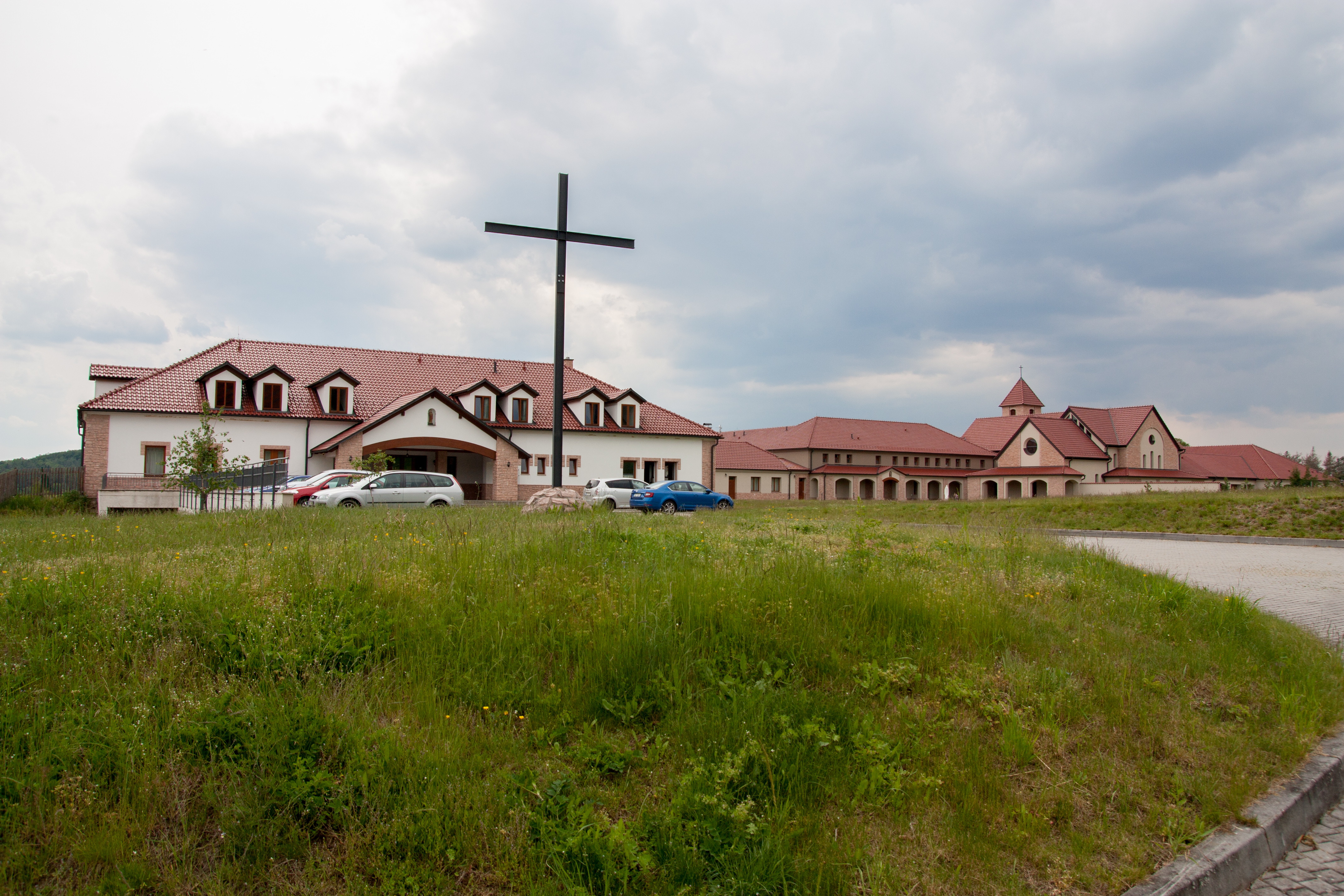
Klášter trapisek
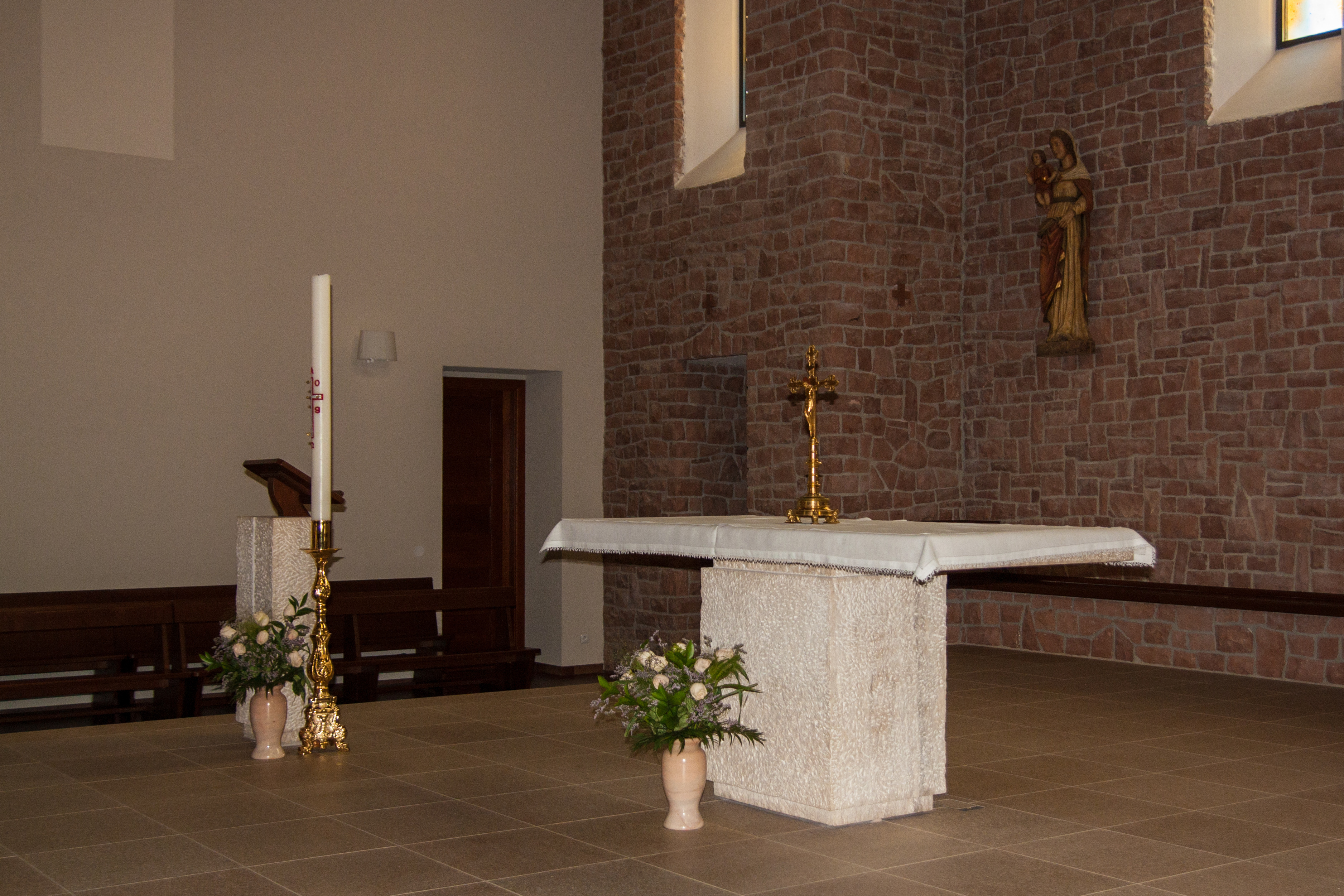
Mensa v kostele Panny Marie